# Valeria Montti Colque
Valeria Montti Colque (Estocolmo, Suecia, 1978) es una artista visual chileno-sueca. Es la primera artista chilena no nacida en Chile que representó a la diáspora en su pabellón en la 60ª Bienal Internacional de Arte de Venecia, Italia.

## Biografía
Es perteneciente a la generación chilena nacida en las familias afectadas por el trauma del exilio durante el golpe de estado de 1973. Sus padres huyeron de la dictadura militar chilena hacia Suecia, como parte del compromiso institucional sueco.
Se crio en un suburbio ubicado a las afueras de Estocolmo que a mediados de la década de los 90 albergaba a una comunidad diversa de desplazados de diferentes países y continentes, esta forma de vida influenció su obra desde sus inicios como artista.
De niña encontró que podía expresarse a través del arte, con su madre solía visitar museos y ahí descubrió su vocación, a través del dibujo, las esculturas y confección de trajes.
Estudió artes visuales en The Royal University College of Fine Arts y en Fine Arts at Stockholm Arts Academy. 

## Estilo artístico
En sus obras abundan las entidades no identificables, variables, subjetividades híbridas y objetos animados en constante tránsito, esto se ve reflejado en sus acciones, dibujos, murales, esculturas e instalaciones. A través del video, la cerámica, el textil, la acuarela y el collage digital. Utiliza su rostro enmascarado como una estrategia de camuflaje ante la violencia de un contexto donde se expresan la otrerización y la exclusión.

## Obra
Durante el 2016 colaboró con la historiadora de arte y escritora Macarena Dusant para producir la monografía La Jardinera, misma que aborda temas como el amor, duelo, el trauma y las estructuras de poder persistentes en el género.
Como parte de su primera muestra individual en el Museo de la Solidaridad Salvador Allende en Santiago de Chile en 2020, la exposición El bosque de nubes / Los pájaros del horizonte presentó una instalación que conectó memoria y naturaleza mezclando elementos visuales del folclore andino, religión, cultura popular e historia del arte. En esa instalación rescató la idea de que cada ser humano lleva un bosque interior que le permite conectarse a sus raíces sin importar la distancia geográfica que pudiera haber.
En su obra Cosmonación, proyecto exhibido en el pabellón chileno de la Bienal, reflexionó sobre los conceptos de nación, exilió, migración y diáspora como parte de los debates que abordan las identidades múltiples y las desplazadas en la pieza central Mamita Montaña.

Su participación en la Bienal de Venecia marcó un hito en la visibilidad del arte chileno contemporáneo en el escenario internacional, destacó la riqueza cultural que tiene la diáspora y su conexión con las raíces latinoamericanas. 
La Cosmonación es la nación imaginaria de todos quienes tenemos múltiples hogares y raíces; de quienes cargamos con varias culturas y, al mismo tiempo, somos creadoras de otras nuevas. 
Durante el 2022 la región de Estocolmo le comisionó la creación de dos obras para las estaciones de transporte público de la ciudad. En ese mismo año, su instalación Apu Mama Höjden fue adquirida por el Museo de Arte Moderno de Estocolmo.
En junio de 2024 presentó un proyecto de instalación y performance en el espacio público encargado por la Agencia de Arte Público de Suecia en la Bienal OpenART de Örebro en Suecia.

En 2025 su obra Cosmonación se exhibió en el Centro de Arte Contemporáneo Bonniers Konsthall de Estocolmo y el Museo Nacional de Bellas Artes de Chile junto a nuevas obras, con el propósito de dar a conocer su trabajo generando diferentes conexiones y nuevas sinergias. 
El arte es un canal a través del cual yo he podido procesar esto, el exilio, la tristeza, la nostalgia. Pero en mi trabajo yo no hablo solo de mí, hablo de muchos, muchas personas se van a sentir identificadas con lo que hago.